# Onofre de Reart
Onofre de Reart (Perpinyà, 1553? - Perpinyà, 13 d'octubre del 1622) fou bisbe d'Elna (1599-1608), Vic (1608-1611) i Girona (1611-1621). El seu germà, Andreu de Reart, va ser burgès honorat de Perpinyà (1599), diputat pel Braç Reial a la Generalitat de Catalunya i síndic de Perpinyà.
Va ser ordenat sacerdot el 5 de novembre del 1577. Fou primer canonge penitencier de la catedral de Barcelona, des d'on fou promocionat a bisbe d'Elna (30 de maig del 1599), i d'aquella església fou traslladat a la de Vic on arribà el 13 d'abril de 1608. Per la mort del bisbe Arévalo, fou promogut el 1611 a la seu de Girona, que governà fins al 1621, quan renuncià al bisbat.
Roig i Jalpí recollí que la renuncia fou deguda a l'aparició d'un ermità després que el bisbe oficiés les vespres, quan retornant amb els seus canonges al palau episcopal per la petita porta que el comunicava amb l'església, se li apropà l'ermità i li xiuxiuejà a l'orella que si no renunciava al bisbat es condemnaria. Onofre el comminà a acompanyar-lo a palau perquè es pogués explicar, però aquest s'excusà i mai més fou vist ni se'n sabé res. Des de llavors el bisbe quedà angoixat fins que resolgué que aquell ermità era en realitat un àngel enviat per Déu, cosa per la qual renuncià al bisbat i retornà a la ciutat de Perpinyà on morí.